# Garrochales (Arecibo)
Garrochales es un barrio ubicado en el municipio de Arecibo en el estado libre asociado de Puerto Rico. En el Censo de 2010 tenía una población de 2433 habitantes y una densidad poblacional de 175,72 personas por km².

## Geografía
Garrochales se encuentra ubicado en las coordenadas 18°27′35″N 66°35′47″O / 18.45972, -66.59639. Según la Oficina del Censo de los Estados Unidos, Garrochales tiene una superficie total de 13.85 km², de la cual 13.79 km² corresponden a tierra firme y (0.41%) 0.06 km² es agua.

## Demografía
Según el censo de 2010, había 2433 personas residiendo en Garrochales. La densidad de población era de 175,72 hab./km². De los 2433 habitantes, Garrochales estaba compuesto por el 85% blancos, el 4.77% eran afroamericanos, el 0.49% eran amerindios, el 0.04% eran asiáticos, el 6.37% eran de otras razas y el 3.33% pertenecían a dos o más razas. Del total de la población el 98.52% eran hispanos o latinos de cualquier raza.